# Талреп

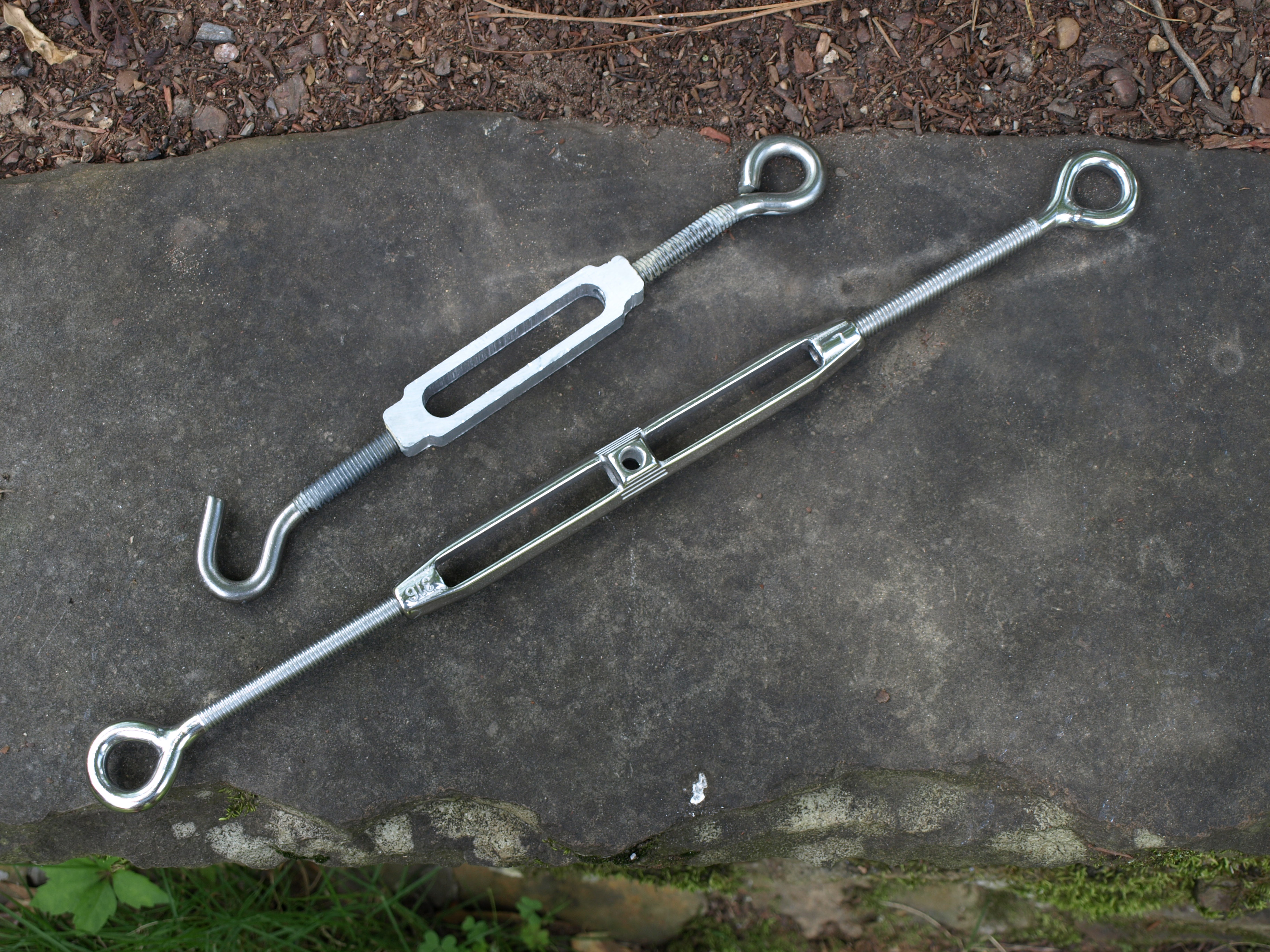
Талрепы различной длины типов «крюк-кольцо» и «кольцо-кольцо»

Та́лреп (от нидерл. tаlrеер, tаljеrеер, от tal — талевая и reep — верёвка) — устройство для стягивания и выбирания слабины такелажа, кабелей. Представляет собой двойную винтовую стяжку, в которую с двух сторон ввинчивают стержни с разнонаправленной резьбой. При повороте корпуса талрепа остающиеся неподвижными винты, в зависимости от направления вращения, сходятся или расходятся, изменяя рабочую длину.
Талрепы различают по диаметру, типу и шагу резьбы, по рабочей нагрузке (и разрушающему усилию), по диапазону рабочей длины, по форме креплений (крюк, кольцо, вилка).

## Применение
Талрепы применяют в тех случаях, когда требуется очень большое натягивающее усилие, и могут различаться по массе от нескольких граммов (для натяжения, например, шторных струн — натяжное усилие несколько килограммов) до десятков тонн.
Такие устройства используют:
- при строительстве зданий, мостов, и иных сооружений, в которых используют натянутые тросы;
- при создании кабельных сетей между домами;
- на судах;
- при натяжении канатов на рингах;
- в промышленности на подъёмных механизмах;
- для закрытия ворот гаражей.

Талрепы также использовали в авиации на раннем этапе, когда самолёты несли сложные системы тяг и расчалок.
Талрепы (тёрнбаклы) широко используются для натяжения канатов на рингах для рестлинга и боксёрских рингах, где они служат креплением между канатами и стойками ринга. Вместо обычного голого металла, здесь турникеты покрыты накладками для защиты участников и персонала. Талрепы даже играют определённую роль в рестлинге, где они часто резко используются участниками как часть их приёмов.

## Конструкция
Обычно состоит из двух винтов с противоположной резьбой, вкручиваемых в специальное кольцо с двумя резьбовыми отверстиями. Концы винтов делают с ушком или крюком, к которым крепят трос. Натяжение регулируют вращением кольца, благодаря чему винты сдвигают к центру.

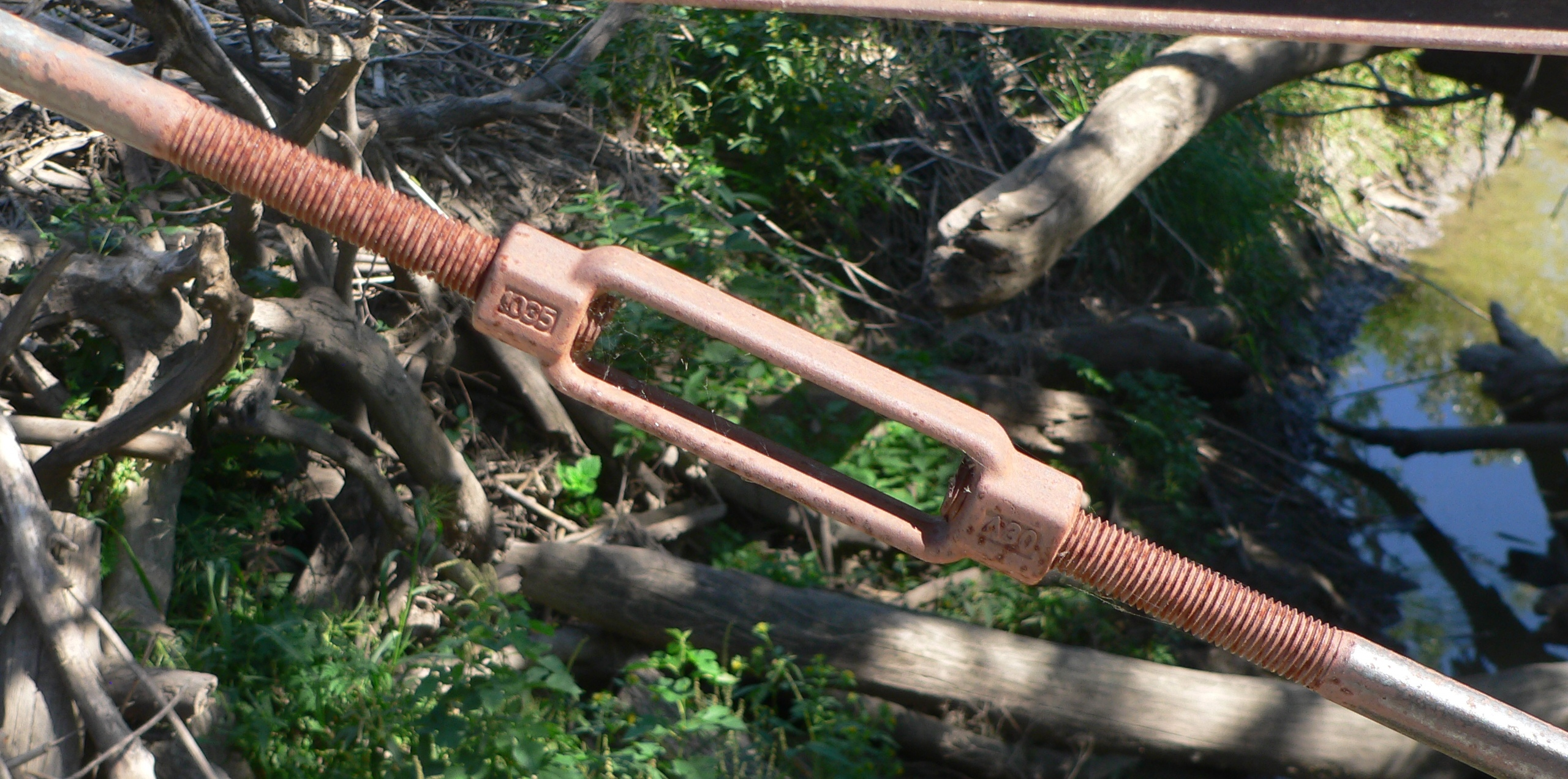
Применение на мостах
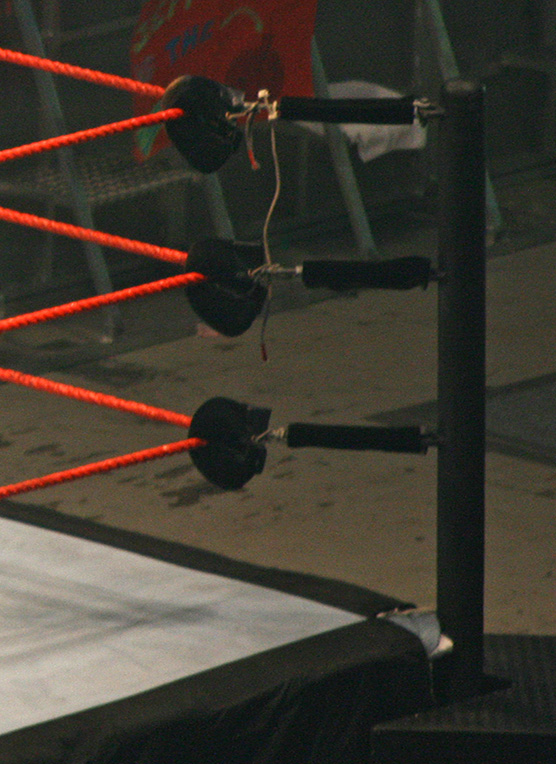
Оттяжка канатов ринга
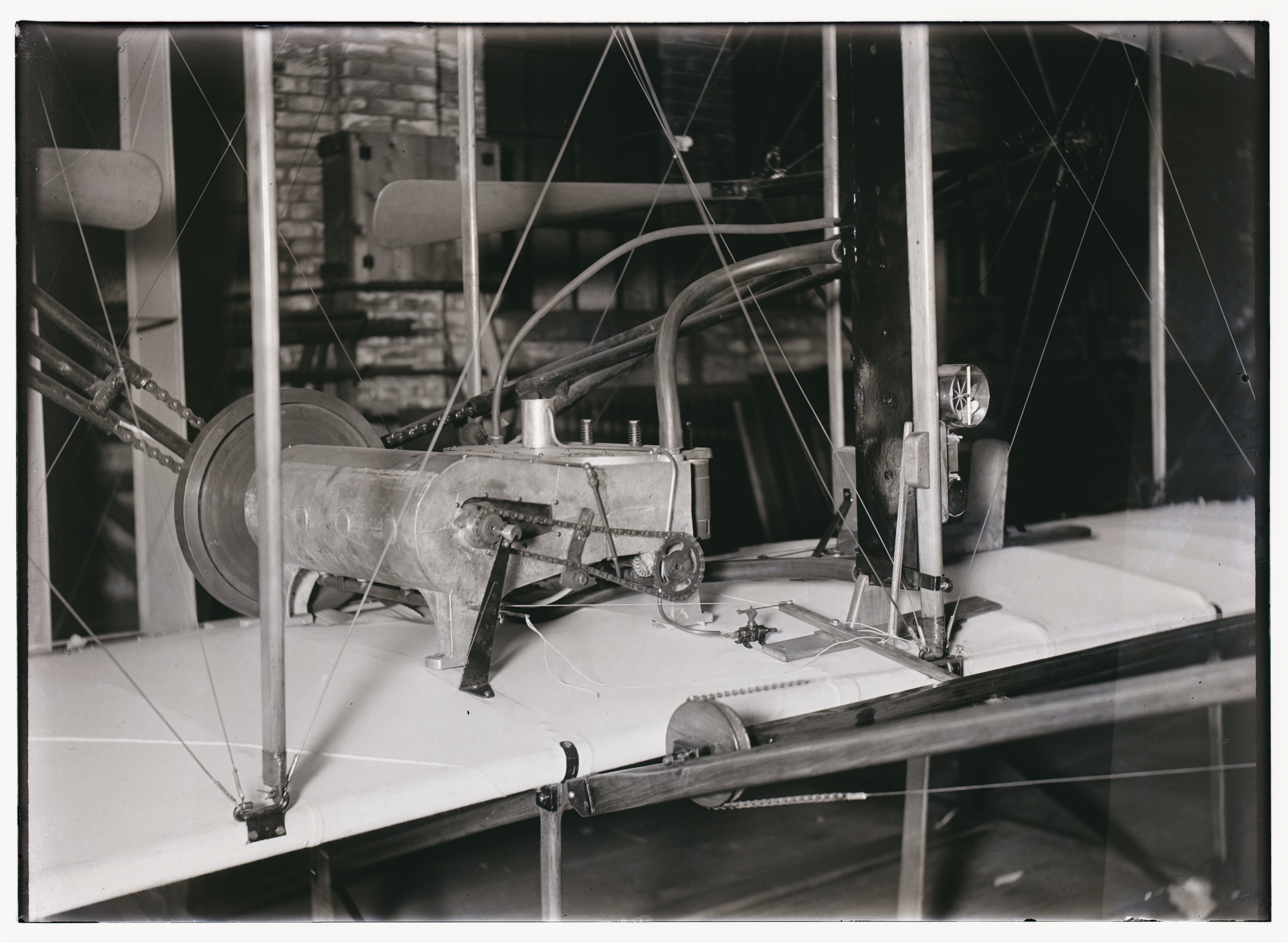
Талрепы в узлах закрепления тяг самолёта братьев Райт

## Стандартизация

### Россия
- ГОСТ 9690-71
- ОСТ 5.2314-79 Талрепы судовые